# Euonymus clivicolus
Euonymus clivicolus là một loài thực vật có hoa trong họ Dây gối. Loài này được W.W.Sm. mô tả khoa học đầu tiên năm 1917.